# Pfaffenweiler
Pfaffenweiler es un municipio en el distrito de Brisgovia-Alta Selva Negra en Baden-Wurtemberg, Alemania.

## Hermanamiento
- Jasper,[11] Indiana, Estados Unidos